# Conflitto tra Fatah e Hamas
Il conflitto Fatah-Hamas (in arabo النزاع بين فتح و حماس‎?), chiamato anche guerra civile palestinese (in arabo الحرب الأهلية الفلسطينية‎?), è un conflitto armato svoltosi tra il 2006 e la prima metà del 2007.
Il conflitto è fra le due principali fazioni palestinesi, Fatah e Hamas, che competono per garantirsi il controllo dei territori palestinesi. La maggioranza dei combattimenti è svolta nella striscia di Gaza, conquistata da Hamas nel giugno 2007.

## Contesto storico

### Elezioni del 2006
Le elezioni legislative del 2006 vennero vinte da Hamas. Hamas e gli altri gruppi politici ad esso legati ottennero circa il 44% dei voti validi, mentre il principale partito rivale, Al-Fatah, che fino a quel momento aveva guidato i palestinesi, ottenne circa il 41%. La distribuzione del voto però era molto differente nei vari territori: le principali basi elettorali di Hamas erano nella Striscia di Gaza, mentre quelle del Fatah erano concentrate in Cisgiordania, questo lasciò subito presagire che, se i due partiti non avessero trovato un compromesso, sarebbe potuta scoppiare una lotta per il controllo dei due territori nei quali ciascuno dei due partiti era più radicato.
Inoltre, come conseguenza di questo risultato elettorale inaspettato e la formazione di un governo ad esclusiva guida di Hamas, Israele, gli Stati Uniti, l'Unione Europea, molte nazioni occidentali e alcuni Paesi arabi, ritenendo Hamas una organizzazione terroristica, imposero sanzioni e sospesero l'invio dei loro aiuti internazionali diretti al governo palestinese, dai quali dipendeva la popolazione palestinese, ma promettendo tuttavia di ripristinarli se Hamas avesse ottemperato alle richieste del Quartetto, cioè riconoscere l'esistenza di Israele, accettare gli accordi già stipulati dallo sconfitto partito di al-Fatah e fermare le violenze terroristiche contro la popolazione civile israeliana.
Nonostante le sanzioni, e l'incidenza del riuscito blocco dei confini, i leader di Hamas furono in grado di far entrare nei Territori Palestinesi abbastanza finanziamenti e donazioni da mantenere i servizi di base di salute ed educazione. Lo sconfitto partito al-Fath mantiene il controllo della maggior parte dell'apparato di sicurezza. L'amministrazione statunitense finanziò e armò la Guardia Presidenziale di Mahmūd Abbās.

### Crescita delle tensioni da marzo a dicembre 2006
Il periodo da marzo a dicembre 2006 fu marcato da tensioni e da numerosi omicidî di leader di Hamas o di Fatah. Le tensioni crebbero inoltre fra le due fazioni palestinesi quando non riuscirono a raggiungere un accordo per spartirsi il potere. Il 15 dicembre Abbas convocò elezioni anticipate. Hamas aveva contestato la legalità di tenere elezioni anticipate ribadendo il proprio diritto di governare per tutto il periodo del mandato previsto dall'elezione democratica. Hamas definì questo un tentato golpe per il Fath da parte di Abbas, che avrebbe usato metodi non democratici per sovvertire i risultati di un governo eletto democraticamente.
Stando a un gruppo palestinese per i diritti umani, più di 600 palestinesi furono uccisi nei combattimenti fra il gennaio 2006 e il maggio 2007. Una pesante escalation della violenza fu evidenziata dalla sparatoria del quartiere Rimal nel 2006 (nel quale furono uccisi un adulto e tre bambini).

## Il conflitto

### Prima fase dei combattimenti
Il 15 dicembre 2006 scoppiarono i combattimenti nella Cisgiordania dopo che le forze di sicurezza palestinesi spararono su un raduno di Hamas a Ramallah. Almeno 20 persone furono ferite nei combattimenti che arrivarono poco dopo l'accusa a Fatah da parte di Hamas di tentare di uccidere Ismail Haniya, il primo ministro palestinese.
Intensi combattimenti continuarono nel dicembre 2006 e nel gennaio 2007 nella Striscia di Gaza. Molti "cessate il fuoco" fallirono, venendo violate da continue battaglie. Nel febbraio 2007 i rivali palestinesi si incontrarono nella città santa della Mecca, in Arabia Saudita e raggiunsero un accordo assicurando il cessate il fuoco. Comunque, incidenti minori continuarono in marzo e aprile 2007. Più di 90 persone furono uccise in questi mesi.

### Seconda fase dei combattimenti
Verso la metà del maggio 2007 i combattimenti sfociarono nuovamente per le strade di Gaza. In meno di 20 giorni più di 60 Palestinesi furono uccisi. I leader di entrambi i partiti cercarono di fermare i combattimenti con decine di tregue, ma nessuna di esse resse più a lungo di un paio di giorni.
Secondo molte fonti Hamas ebbe più successo del Fath nella seconda parte dei combattimenti. Alcuni attribuiscono questo fatto alla disciplina e al migliore addestramento dei combattenti di Hamas, in quanto la maggior parte delle morti è avvenuta nella fazione del Fath. Comunque, le forze armate del Fath sono maggiori in numero e ufficiali della sicurezza da Israele e dagli Stati Uniti afferma che Hamas sottostima le proprie perdite.

### Terza fase dei combattimenti: campagna di Hamas per la conquista di Gaza
Nei primi giorni del giugno 2007, nel mezzo degli attacchi israeliani nella striscia di Gaza in risposta ai continui bombardamenti di Sderot con razzi Qassam (come parte del conflitto israeliano palestinese), dalle strade di Gaza si potevano udire spari e lanci di razzi. In mezzo anno più di 150 Palestinesi sono stati uccisi nelle lotte interne, alimentando la paura che potesse scoppiare la guerra civile nel territorio controllato dall'ANP, e in particolare a Gaza.
I combattimenti iniziarono il 10 giugno; l'11 giugno quattro Palestinesi furono uccisi quando Hamas dichiarò di essere al potere nella città settentrionale di Beit Hanun. Il 12 giugno combattenti di Hamas circondarono il quartier generale del Fath a Gaza, dove 500 combattenti del Fath si erano asserragliati. I militanti di Hamas attaccarono l'edificio e, dopo diverse ore di intensi combattimenti, presero controllo del quartier generale. Inoltre furono conquistate anche molte altre postazioni di Fath lungo tutta la Striscia di Gaza. Si affermò che si erano svolti combattimenti in almeno due ospedali. Per la fine del giorno, i centri di Beit Lahiya e Jabàliyya erano sotto il controllo di Hamas.
Il 13 giugno Hamas prese il controllo del nord della Striscia di Gaza (nord di Gaza), dichiarandola una "area militare chiusa" e chiedendo che tutti, incluse le forze militari del Fath, consegnassero le proprie armi per le 16,00 (GMT) di venerdì 15. Hamas condusse attacchi anche nel sud della Striscia di Gaza. Un'esplosione demolì il quartier generale di Khan Yunis della Forze di Sicurezza Preventiva filo-Fath, uccidendo 13 persone. Alla fine del quarto giorno di combattimenti, Khan Yunis, Rafah e la maggior parte di Gaza erano sotto il controllo di Hamas. Il 14 giugno Hamas conquistò gli ultimi due avamposti del Fath a Gaza, prendendo finalmente pieno controllo della città. Durante i quattro giorni di combattimenti Hamas aveva preso il controllo della principale strada nord-sud e della strada costiera. Il governo israeliano, in risposta alle violenze, chiuse tutti i check-point sui confini con Gaza. Durante i quattro giorni di intensi combattimenti almeno 116 persone furono uccise.

### Il contrattacco del Fatah
Gli attacchi di uomini di Hamas contro le forze di sicurezza del Fath nella Striscia di Gaza provocarono una reazione di uomini del Fath contro le istituzioni di Hamas in Cisgiordania. Benché Hamas abbia più uomini nella Striscia di Gaza, le forze del Fath sono maggiori in Cisgiordania.
Il 15 giugno in Cisgiordania ci fu il primo morto quando il corpo crivellato di colpi di un militante di Hamas fu rinvenuto a Nablus, diffondendo la paura che il Fath avrebbe sfruttato il proprio vantaggio in Cisgiordania per effettuare una rappresaglia per la morte dei propri membri nella Striscia di Gaza. Lo stesso giorno Hamas dichiarò che aveva pieno controllo di Gaza, affermazione smentita da Abbas.
Il 16 giugno gruppi militanti filo-Fath, le Brigate dei Martiri di al-Aqsa, attaccarono il parlamento controllato da Hamas a Ramallah, in Cisgiordania. Questo fatto, incluso il rapimento del ministro dell'Istruzione, è stato visto come una vendetta per il controllo di Gaza da parte di Hamas.
Il 14 giugno il Presidente palestinese Mahmūd Abbās annunciò la dissoluzione del governo di unità e dichiarò lo stato di emergenza. Il Primo Ministro palestinese Ismail Haniya è stato licenziato e Abbas governerà Gaza e la Cisgiordania per decreto presidenziale. Il portavoce di Hamas, Sami Abu Zuhuri rispose dichiarando che la decisione del Presidente Abbas era "in parole spicce... inutile", affermando che Haniya "rimane a capo del governo anche se questo è stato sciolto dal presidente" creando così un nuovo Governo della Striscia di Gaza.
Abbas nominò Salam Fayyad (tra i fondatori del partito La Terza Via e già ministro delle finanze nel breve governo di coalizione della primavera 2007) primo ministro e gli diede il compito di formare un nuovo governo.  La legalità della nomina era stata tuttavia più volte posta in dubbio, oltre ad essere stata apertamente criticata da Hamas (che a Gaza ha continuato a riconoscere Haniyeh come primo ministro), non essendo stata ratificata dal Consiglio legislativo palestinese (di cui Hamas ha la maggioranza) come prevedevano alcuni articoli della legge palestinese, temporaneamente sospesi dal presidente palestinese.

## L'operazione "Piombo Fuso" e la scadenza del mandato di Mahmud Abbas
Il mandato di Abu Mazen è scaduto ufficialmente il 9 gennaio 2009, ma la condizione di guerra non ha ovviamente permesso di effettuare nuove elezioni presidenziali e legislative. Il presidente dell'ANP, data l'impossibilità di svolgere nuove elezioni a causa dell'operazione israeliana Piombo fuso a Gaza, ha annunciato un'estensione del suo mandato di un anno, ritenendo che questa decisione sia concorde con la legge palestinese.
Dal canto suo Hamas ritiene invece decaduto il mandato del presidente e considera la carica ufficialmente ricoperta dal portavoce del Consiglio legislativo palestinese, Abdel Aziz Duwaik, in base alla legge che prevede, per chi ricopre questo incarico, la presidenza ad interim per 60 giorni dopo la decadenza, le dimissioni o la morte del presidente, termine entro il quale dovrebbero essere svolte le nuove elezioni. Abdel Aziz Duwaik è tuttavia stato arrestato da Israele nell'agosto del 2006 durante l'operazione Piogge estive ed è tuttora detenuto insieme ad altri ministri e parlamentari di Hamas.
Hamas, impegnata prima a fronteggiare le operazioni dell'IDF a Gaza e poi con l'opera di ricostruzione, ha comunque affermato che la questione della legittimità o meno della presidenza di Abu Mazen, non rientrava al momento nelle sue priorità.
 La tensione tra i due gruppi è rimasta tesa anche per il periodo immediatamente successivo al cessate il fuoco, per poi andare rilassandosi durante il febbraio 2009, anche grazie all'opera di mediazione egiziana.
Il 7 marzo 2009 il primo ministro dell'Autorità Nazionale Palestinese, Salam Fayyad, si è dimesso, segnale che è stato interpretato come un'apertura ad un possibile governo di unità nazionale, anche se Hamas ha commentato le dimissioni considerandole conseguenza di contrasti tra Fayyad e il presidente Abu Mazen.
Un accordo tra Fatah e Hamas fu siglato a Gaza dell'aprile 2014, che prevedeva che nuove elezioni generali si sarebbero dovute tenere nello stato di Palestina tra aprile e ottobre 2014. Tuttavia, le elezioni sono state poi rinviate a tempo indeterminato.

## Anni successivi
12 dicembre 2021 - Quattro persone sono state uccise e altre sono rimaste ferite in una sparatoria nel campo profughi palestinese di Burj al-Shemali in Libano. La sparatoria è avvenuta durante i funerali di un sostenitore di Hamas, Hamza Shaheen, rimasto ucciso due notti prima nell'esplosione di un deposito di armi nascosto sotto una moschea nel campo situato vicino alla città portuale di Tiro, nel sud del Libano. Uomini armati di Fatah hanno deliberatamente aperto il fuoco contro le persone che prendevano parte alla marcia funebre, secondo quanto riportato dal quotidiano al-Resalah collegato ad Hamas, citando fonti mediche in Libano.
23 luglio 2024 - A Pechino 14 diverse fazioni palestinesi, tra cui Fatah e Hamas, hanno firmato una dichiarazione congiunta, accordandosi per la creazione di un governo di riconciliazione nazionale dopo la Guerra di Gaza.